# Kurt Egger (Biologe)
Kurt Egger (* 13. Februar 1932 in Eßlingen am Neckar; † 15. Januar 2012) war ein deutscher Biologe und Professor für Botanik.

## Biographie
Egger studierte Biologie, Chemie und Physik an der Universität Tübingen, wo er 1957 zum Dr. rer. nat. promoviert wurde, und an der Universität Innsbruck. 1963 habilitierte er sich am Botanischen Institut der Universität Heidelberg und wurde Wissenschaftlicher Rat und Professor. 1968/69 war er Gastprofessor an der Universität Grenoble. 1970 wurde er zum außerplanmäßigen Professor für Botanik in Heidelberg ernannt. 1970/71 wurde er Dekan der neuen Fakultät für Biologie Heidelberg. Er arbeitete dort zur Analytik von sekundären Pflanzenstoffen.
Seit 1971 arbeitet Kurt Egger vorwiegend zu Themen der Agrarökologie und Agroforstwirtschaft. Er beschreibt und analysiert autochthone Landwirtschaftssysteme und ist maßgeblich an der Entwicklung der Methoden des Ecofarming, die später auch als Standortgerechte Landwirtschaft bekannt wurden, beteiligt. 1971/72 erstellt Egger im Auftrag des Bundesministeriums für Wirtschaftliche Zusammenarbeit und Entwicklung (BMZ) die Studie „Ökologische Probleme in ausgewählten Entwicklungsländern“. 1974/75 macht er agrarökologische Studien in Ostafrika im Auftrag der Kübel-Stiftung. Beginn projektbezogener Entwicklung ökologischer Anbausysteme in Ruanda im Auftrag der Deutschen Gesellschaft für Technische Zusammenarbeit (GTZ). Von da an erstellt er zahlreiche agrarökologisch-pflanzenbauliche Studien im Auftrag von GTZ und BMZ: Rwanda, Brasilien/Manaus, Tanzania, Ghana, Benin, Kalimantan, Obervolta, im Auftrag der Weltbank: Kamerun/Western Highlands (1977 und 1981), Kamerun/Lékié-Mbam, Obervolta. Weitere erstellt er im Auftrag der Französischen Technischen Hilfe in Äthiopien/Wollayta 1975–1985 und als Berater des GTZ-Projektes Nyabisindu/Rwanda. Dort entwickelte er die Ecofarming-Methoden. 1985–1993 ist er Leiter des Projektes PIASP für ökologischen Landbau der Tropen, Mugusa/Ruanda im Auftrag des Landes Baden-Württemberg. Ab 1987 arbeitet er an der Übertragung der agroforstlichen Erkenntnisse von Ruanda auf die Verhältnisse des Hochlandes von Madagaskar (im Auftrag der Schweizer Intercooperation – IC -) und lehrt an der Universität Antananarivo, ESSA FORET. 1997 wird Kurt Egger in den Ruhestand versetzt, er führt aber die Unterrichts- und Beratungstätigkeit in Madagaskar fort, beim GTZ-Projekt PDFIV. Ab 2005 berät er Tibeter in Orissa/Indien zu Fragen der Agrarökologie. Er war Gründungsmitglied und Mitglied des Beirats des Vereins zur Förderung des Ökologischen Landbaus in den Tropen e. V. (FÖLT).
Egger war Mitglied im Kuratorium der Stiftung für Ökologie und Demokratie und gehörte dem wissenschaftlichen Beirat der Deutschen Gesellschaft für Humanökologie an. Die Humanökologie war für ihn neben der agrarökologischen Forschung immer das zweite wichtige wissenschaftliche Standbein, welches er zur Reflexion über die gesellschaftlichen Entwicklungen im Zusammenhang mit der Umweltproblematik nutzte.

## Ehrungen
1973/74 erhält Kurt Egger den Oskar-Mahr-Preis der Vereinigung Deutscher Wissenschaftler für den Entwurf des theoretisch ökologischen Forschungsprogramms „Neuorientierung der Landwirtschaft“.

## Veröffentlichungen
- mit B. Glaeser: Politische Ökologie der Usambaraberge in Tansania. Schriftenreihe der Kübel-Stiftung, Bensheim 1975.
- Traditioneller Landbau in Tansania – Modell ökologischer Ordnung? In: Scheidewege. Band 5, Nr. 2, 1975, S. 269–295.
- Ausbeutung oder Kooperation Landbau in Ökologischer Verantwortung. In: Scheidewege. Band 6, Nr. 2, 1976, S. 194–208.
- Ökologie als Produktivkraft – Erfahrungen bei „Ecofarming in Ostafrika“. In: H. Elsenhans (Hrsg.): Agrarreform in der dritten Welt. Frankfurt am Main 1979, S. 217–254.
- mit P. Rottach: Methoden des Ecofarming in Rwanda. In: Der Tropenlandwirt. Band 84, 1983, S. 168–185.
- Ein Weg aus der Krise – Möglichkeiten des ökologischen Landbaus in den Tropen. In: H. Heske (Hrsg.): Ernte-Dank? Landwirtschaft zwischen Agrobusiness, Gentechnik u. traditionellem Landbau (= Ökozid. 3). Focus Verlag, Giessen 1987, ISBN 3-88349-350-3, S. 72–98.
- mit B. Martens: Theory and methods of ecofarming and their realization in Rwanda, East Africa. In: B. Glaeser (Hrsg.): The Green Revolution revisited. Allen & Unwin, London 1987, S. 150–175.
- mit S. Rudolph: Zum anschaulichen Umgang mit komplexen Aspekten der Kultur- und Ökokrise. In: B. Glaeser, Parto Teherani-Krönner (Hrsg.): Humanökologie und Kulturökologie, Grundlagen, Ansätze, Praxis. Westdeutscher Verlag, Opladen 1992, S. 191–220.
- Acht Jahre PIASP. (= Heidelberger Jahrbücher). Springer, Heidelberg 1993.
- Traditionelles Agroforstsystem der Bamiléké in Kamerun – Ein Modell für angepasste Agrarentwicklung. Darin Vergleich mit PAP – Rwanda. (Video, Sprachen D.-Fr.-E., Bestell-Nr.: D 1843), Institut für den Wissenschaftlichen Film (IWF), Göttingen 1995.
- als Hrsg. mit U. Korus: Ökolandbau in den Tropen. (= Alternative Konzepte der Stiftung Ökologie und Landbau. Band 86). C. F. Müller Verlag, Heidelberg 1995, ISBN 3-7880-9866-X.
- Evolution, Menschenbild und Umweltkrise – ein Versuch zur humanökologischen Hypothesenbildung. In: Hartmut Wehrt (Hrsg.): Humanökologie. Beiträge zum ganzheitlichen Verständnis unserer geschichtlichen Lebenswelt. Birkhäuser, Basel 1996.
- Brot für die Welt und die Fülle des Lebens – Ein Plädoyer für die richtige Globalisierung. In: Brot für die Welt – Alles was recht ist. Arbeitsheft zur 44. Aktion 2002/2003, S. 55–63.
- Von den Gärten der Kindheit zum Garten Gaia. In: Das Gespräch aus der Ferne. Nr. 381, 2007, S. 27–31.
- Der heilige Baum – Die Agroforstkultur – der Papierverschleiß. In: Symbolon, Jahrbuch der Gesellschaft für wissenschaftliche Symbolforschung. Band 16, 2007, S. 31–50.
- Den Hunger bannen, das Klima retten? In: Das Gespräch aus der Ferne. Nr. 385, 2008, S. 13–18.
- Die moralische Inversion – Ursachen unserer normativen Orientierungskrise. In: Karl Bruckmeier, Wolfgang Serbser (Hrsg.): Ethik und Umweltpolitik (= Edition Humanökologie. Band 6). oekom Verlag, 2008, S. 139–162.
- Wachstum, Wachstum über alles? In: Das Gespräch aus der Ferne. Nr. 391, 2010, S. 9–12.
- mit S. Pucher: Was uns nährt, was uns trägt – Humanökologische Orientierung zur Welternährung (= Edition Humanökologie. Band 7). oekom Verlag, 2012.